# Ángel Félix Danesi
Ángel Félix Danesi (Buenos Aires, Argentina, 16 de marzo de 1898 – ibídem, 12 de enero de 1980) fue un bandoneonista, compositor y director de orquesta dedicado al género del tango.

## Actividad profesional
Nacido y criado en Balvanera, fue al colegio San José. Hijo de Mariano Danesi (italiano) y Matilde Rosas Sevelin (mendocina) es hermano menor del actor de cine y teatro Mario Danesi.
Debutó en 1916  en un trío en el que las guitarras de José Camarano, conocido como El Tuerto Camarano, y de Rafael Canaro acompañaban su bandoneón, en el Café Iglesias, un café que estuvo ubicado en la Avenida Corrientes 1500, y brindaba a los parroquianos espectáculos con artistas de tango. Después siguió trabajando en otros locales, entre los que se recuerda al Café Botafogo, que estaba ubicado en Lavalle y Suipacha.
Algunos años después integró durante tres o cuatro años la orquesta de Francisco Canaro de la que se retiró para dirigir su propio conjunto con la que trabajó en cabarés y radios.
Su obra como compositor comenzó en 1918 con el tango Un consejo, luego siguieron, entre otros, los tangos Agua dulce, Arlequín, La alondra, Bichito, Gitanillo, Matón, Nena, Una vida, Don Horacio dedicado al dirigente radical Horacio Oyhanarte, Corrientes, con letra de Jorge Curi, grabado por Carlos Gardel en 1926, Derrotado, al que puso letra Celedonio Flores y grabó Ignacio Corsini, y Mamita (Flor de angustia), que con letra de Francisco Bohigas registró Carlos Gardel con sus guitarristas Aguilar y Barbieri, sobre el que Miguel Ángel Benedetti dijo que era “para la antología del tango fúnebre, con una pobre chica a la que le pasa de todo: se retuerce, tose, tartamudea cuando habla, tiene la frece arrugada, al rato se muere, el desgraciado de su novio no la va a ver y aprovecha para casarse con otra en esa misma noche. Y encima en el conventillo hay goteras”.
Ángel Félix Danesi falleció en Buenos Aires el 17 de enero de 1980.